# Muricella ramosa
Muricella ramosa är en korallart som beskrevs av Thomson och Henderson 1905. Muricella ramosa ingår i släktet Muricella och familjen Acanthogorgiidae. Inga underarter finns listade i Catalogue of Life.